# Ceadîr-Lungastadion
Het Ceadîr-Lungastadion is een multifunctioneel stadion in Ciadîr-Lunga, een plaats in Moldavië. 
Het stadion wordt vooral gebruikt voor voetbalwedstrijden, de voetbalclub FC Saxan maakt gebruik van dit stadion. In het stadion is plaats voor 4.000 toeschouwers.